# Як відбити наречену
Як відбити наречену — комедійний фільм 2008 року.

## Сюжет
Том Бейлі закоханий у Ханну — свою кращу подругу. Але Том боїться зобов'язань і відмовляється визнати очевидне — йому слід відкрити свої почуття Ханні до того, як вона знайде рішучішого залицяльника. Коли Колін, багатий шотландець, підкорює серце дівчини і робить їй пропозицію, Том повинен стати свідком її щастя, знаходячись від неї в безпосередній близькості — тому що вона вибирає його своїм свідком нареченої.